# Roman Szyrokow
Roman Nikołajewicz Szyrokow (ros. Роман Николаевич Широков, ur. 6 lipca 1981 w Diedowsku) – rosyjski piłkarz grający na pozycji środkowego obrońcy.

## Kariera klubowa
Szyrokow jest wychowankiem CSKA Moskwa. Po grze w drużynie U-19 trafił do składu pierwszego zespołu, jednak przez trzy lata nie zdołał zadebiutować w Premier Lidze i występował jedynie w rezerwach stołecznego zespołu. W 2001 roku odszedł z zespołu i został zawodnikiem klubu zza miedzy, Torpeda-ZIŁ Moskwa. W jego barwach zadebiutował w rosyjskiej ekstraklasie, ale poza debiutem nie wystąpił więcej w żadnym ze spotkań. W 2002 roku trafił do innego moskiewskiego klubu, Burewestnika i przez pół roku grał w rozgrywkach Drugiej Dywizji, odpowiedniku trzeciej ligi. Jeszcze w trakcie sezonu Rosjanin został zawodnikiem innego klubu z tej ligi, FK Istra. Z kolei w 2004 roku odszedł do FK Widnoje.
W 2005 roku Szyrokow znów trafił do Premier Ligi. Podpisał kontrakt z Saturnem Ramienskoje. 13 marca zadebiutował w jego barwach w zremisowanym 0:0 spotkaniu z Rubinem Kazań. W Saturnie zaliczył 18 spotkań, w których zdobył 2 gole, a już w 2006 roku przeszedł do Rubina. 19 marca rozegrał dla tego klubu swoje pierwsze spotkanie – drużyna z Kazania wygrał 2:1 z FK Rostów. W Rubinie Roman rozegrał tylko 4 spotkania i dużą część sezonu stracił z powodu kontuzji.
W 2007 roku Szyrokow znów zmienił barwy klubowe i został piłkarzem podmoskiewskiego FK Chimki (debiut: 31 marca w przegranym 1:2 meczu z Rubinem). W Chimki miał pewne miejsce w składzie i z 7 golami na koncie został najlepszym strzelcem zespołu. W styczniu 2008 Roman na zasadzie wolnego transferu odszedł do mistrza Rosji, Zenitu Petersburg. 16 marca rozegrał dla niego swój pierwszy mecz, przeciwko Spartakowi Moskwa – padł z nim bezbramkowy remis. W Zenicie wywalczył miejsce w podstawowym składzie, a w maju osiągnął swój pierwszy większy sukces – zdobył Puchar UEFA (2:0 w finale z Rangers F.C.). W sezonach 2010 i 2011/2012 wywalczył mistrzostwo Rosji. W 2010 roku zdobył też Puchar Rosji. W sezonie 2012/2013 został wicemistrzem kraju, podobnie jak w sezonie 2013/2014, w którym był też wypożyczony do FK Krasnodar.
W 2014 roku Szyrokow przeszedł do Spartaka Moskwa. Wiosną 2015 wypożyczono go do FK Krasnodar, z którym został wicemistrzem Rosji. W 2016 roku wrócił do CSKA Moskwa i zakończył w nim karierę.
| Sezon   | Klub               | Kraj  | Rozgrywki       | Mecze | Bramki |
| ------- | ------------------ | ----- | --------------- | ----- | ------ |
| 1999    | CSKA Moskwa        | Rosja | Priemjer-Liga   | 0     | 0      |
| 2000    | CSKA Moskwa        | Rosja | Priemjer-Liga   | 0     | 0      |
| 2001    | CSKA Moskwa        | Rosja | Priemjer-Liga   | 0     | 0      |
| 2001    | Torpedo-ZIŁ Moskwa | Rosja | Priemjer-Liga   | 1     | 0      |
| 2002    | Burewestnik Moskwa | Rosja | Wtoroj diwizion | ?     | ?      |
| 2002    | FK Istra           | Rosja | Wtoroj diwizion | ?     | ?      |
| 2003    | FK Istra           | Rosja | Wtoroj diwizion | ?     | ?      |
| 2004    | FK Istra           | Rosja | Wtoroj diwizion | ?     | ?      |
| 2004    | FK Widnoje         | Rosja | Wtoroj diwizion | ?     | ?      |
| 2005    | Saturn Ramienskoje | Rosja | Priemjer-Liga   | 18    | 3      |
| 2006    | Rubin Kazań        | Rosja | Priemjer-Liga   | 4     | 0      |
| 2007    | FK Chimki          | Rosja | Priemjer-Liga   | 27    | 7      |
| 2008    | Zenit Petersburg   | Rosja | Priemjer-Liga   | 27    | 3      |
| 2009    | Zenit Petersburg   | Rosja | Priemjer-Liga   | 21    | 1      |
| 2010    | Zenit Petersburg   | Rosja | Priemjer-Liga   | 21    | 6      |
| 2011/12 | Zenit Petersburg   | Rosja | Priemjer-Liga   | 26    | 9      |
| 2012/13 | Zenit Petersburg   | Rosja | Priemjer-Liga   | 25    | 5      |
| 2013/14 | Zenit Petersburg   | Rosja | Priemjer-Liga   | 10    | 5      |
| 2013/14 | FK Krasnodar       | Rosja | Priemjer-Liga   | 6     | 3      |
| 2014/15 | Spartak Moskwa     | Rosja | Priemjer-Liga   | 5     | 1      |
| 2014/15 | FK Krasnodar       | Rosja | Priemjer-Liga   | 13    | 4      |
| 2015/16 | Spartak Moskwa     | Rosja | Priemjer-Liga   | 14    | 0      |
| 2015/16 | CSKA Moskwa        | Rosja | Priemjer-Liga   | 8     | 0      |

## Kariera reprezentacyjna
W reprezentacji Rosji Szyrokow zadebiutował 26 marca 2008 roku w przegranym 0:3 towarzyskim spotkaniu z Rumunią. W maju został powołany przez selekcjonera Guusa Hiddinka do kadry na Euro 2008.